# Norbert Klusen
Norbert Klusen (* 1947 in Mönchengladbach) war von 1996 bis zum 30. Juni 2012 Vorsitzender des Vorstandes der Techniker Krankenkasse. Bereits zuvor gehörte er drei Jahre lang als Geschäftsführer der TK-Führungsspitze an. Er war zuletzt verantwortlich für die Unternehmensbereiche Finanzen, Marketing und Vertrieb, Service und Kundenbindung sowie für die Stabsbereiche.

## Biografie
Als Diplom-Kaufmann und Dr. rer. oec. erwarb er langjährige Managementerfahrung in Elektronik- und Maschinenbauindustrie, zuletzt als Vorstand u. Arbeitsdirektor der Jungheinrich AG.
Der promovierte Wirtschaftswissenschaftler ist Honorarprofessor für Internationale Gesundheitspolitik und Gesundheitssysteme an der Universität Hannover und Honorarprofessor für Gesundheitsökonomie und Gesundheitspolitik an der Westsächsischen Hochschule Zwickau. In den USA lehrte er u. a. als Gastprofessor u. Gastdozent an der University of Michigan, Ann Arbor.  2004 wurde er zum Ehrensenator der Universität Bayreuth und 2014 zum Ehrensenator der Westsächsischen Hochschule Zwickau ernannt. Von der Zeitschrift kma wurde Klusen zum „Manager des Jahres 2005 für die Gesundheitswirtschaft“ gekürt. Er war in den Jahren 2000 bis 2012 Mitherausgeber der Schriftenreihe "Beiträge zum Gesundheitsmanagement", die im NOMOS Verlag erscheint. Er engagiert sich überdies in der Rolle des Stellv. Vorsitzenden in der Initiative Gesundheitswirtschaft.
Im Juni 2008 unterzog sich Klusen, der an einer Autoimmunkrankheit litt, einer Lebertransplantation. Schon zuvor und insbesondere seither macht er sich für das Thema Organtransplantation stark.
Er ist Mitglied von Aufsichtsräten und Beiräten in den Bereichen Health Care, Pflege, Medizin, Media und Equity sowie  Mitglied im Expertenbeirat für den Innovationsfonds im Gesundheitswesen.
Im August 2015 folgte er dem verstorbenen Peter Oberender als Vorsitzender des Kuratoriums, des Aufsichtsgremiums der Stiftung Gesundheit.

## Ehrungen
2012 wurde Klusen mit der vdek-Verdienstmedaille ausgezeichnet. Im gleichen Jahr erhielt er den Ehren-dfg-Award für sein Lebenswerk.